# Toše Proeski
Todor "Toše" Proeski (em macedônio/macedónio:  Тодор "Тоше" Проески; 25 de Janeiro de 1981 – 16 de Outubro de 2007) foi um cantor, compositor e ator macedônico. Era popular por toda a região dos Balcãs e ganhou o apelido de "Elvis Presley dos Bálcãs" pela BBC News. Morreu em um acidente de carro em uma auto-estrada próximo a Nova Gradiška na Croácia com a idade de 26 anos.